# Atrichum
Atrichum là một chi rêu trong họ Polytrichaceae.